# Galerie Saint-Denis
La galerie Saint-Denis est une voie située dans le quartier Bonne-Nouvelle du 2e arrondissement de Paris.

## Situation et accès
La galerie Saint-Denis est desservie à proximité la ligne 3 à la station Sentier.

## Origine du nom
Elle doit son nom à sa proximité avec la rue Saint-Denis qui est ainsi nommée car c'est la route qui conduit directement du pont au Change à la ville de Saint-Denis, où était située la nécropole des rois de France, et dont elle a pris le nom.

## Historique
La galerie couverte est créée dans le passage du Caire lors de la démolition du couvent des Filles-Dieu, rue Saint-Denis, au début du XIXe siècle, dont elle constitue une partie.

## Bâtiments remarquables et lieux de mémoire
- Le dallage de la galerie, comme celui de celles qui lui sont attenantes, provient de celui du couvent des Filles-Dieu.

## Pour approfondir